# Spinut
Spinut (koristi se i zastarjeli naziv „Špinut”) je kvart u Splitu, a ujedno i jedan od kotareva grada Splita. Na području Spinuta živi 7 i pol tisuća stanovnika. Dobio je ime po „spini” ili drači.
Kotar se nalazi na sjeverozapadnom dijelu grada. Sa zapada je omeđen brdom Marjan, a sa sjeverozapada mu se pruža Kaštelanski zaljev, s brojnim lučicama, sportskim objektima i klubovima. Omeđen je gradskim kotarevima Lovret, Grad i Varoš. Marjanskim tunelom vezan je s gradskim kotarom Meje.

## Područje
Gradski kotar „Spinut” omeđen je: 
- sa sjevera: morskom obalom od zapadnog kraja ograde „Brodosplita” do Uvale Bene i dalje do šumskog puta koji je udaljen 2000 m od Spinutskih vrata;
- s istoka: Zrinsko-Frankopanskom ulicom od spajanja s Matoševom do ograde koja dijeli „Loru” i „Brodosplit” te dalje tom ogradom do mora;
- s juga: Matoševom ulicom od spajanja sa Zrinsko-Frankopanskom ulicom do Nazorovog prilaza, zatim Nazorovim prilazom do Mandalinskog puta. Mandalinskim putem do Šetališta Marina Tartaglie. Tim Šetalištem do Uvale Bene te šumskim putem do mora;
- sa zapada: šumskim putem udaljenim 2000 m od Spinutskih vrata koji od morske obale vodi do Šetališta Marina Tartaglie.

Sastavni dio gradskog kotara Spinut su Lora, Poljud i Bene.

## Etimologija
Ovaj predio Splita dobio je naziv po spini (drača), a to ime potječe vjerojatno još iz ranoga srednjega vijeka. Prvi put  spominje se 1096. godine kao „a Spinuti agrum”, a dijelovi zemljišta samostana sv. Benedikta u Splitu locirani su na području „in Spinuti” u 12. stoljeću. To ime nalazimo i u gradskim kupoprodajnim ugovorima u 14. stoljeću i nadalje.

## Javne ustanove
Na predjelu gradskog kotara Spinut nalaze se brojna športska društva. Poznati su športski klubovi VK Mornar, veslački klub Gusar, Jedriličarski klub Spinut, nogometni klub Dalmatinac, Ronilački klub Špinut koji djeluju u ovom dijelu grada. Osim toga, jer predio Poljud smješten sjeverno od Spinuta, pripada gradskom kotaru Spinut, unutar njegovih granica nalaze se i nogometni stadion na Poljudu, dom nogometnog kluba Hajduk Split, kao i gradski bazeni. Osim toga, i Lora, glavna luka Hrvatske ratne mornarice smještena je također unutar ovoga gradskoga kotara.
Unutar gradske četvrti Spinut smješten je velik broj škola i fakulteta, te je svakako uz Split 3 učeničko i studentsko središte Splita. Jedini je gradski kotar Grada Splita na čijem području djeluju dvije osnovne škole: OŠ Spinut i OŠ Marjan.

## Spomenici i znamenitosti
- crkva Gospe od Spinuta iz 11. stoljeća koja pripada skupini tkz. marjanskih crkvica
- arheološko nalazište - antička luka
- Arheološko nalazište Lora, u Lori

## Vanjske poveznice
- Grad Split - Gradski kotarevi (hrv.)
- Karta Spinuta (hrv.)
- Gradski kotar Spinut osnovne informacije
- Projekt Mapire: Spinuti -> Spinut